# Buxières-lès-Villiers
Buxières-lès-Villiers är en kommun i departementet Haute-Marne i regionen Grand Est (tidigare regionen Champagne-Ardenne) i nordöstra Frankrike. Kommunen ligger i kantonen Chaumont-Sud som tillhör arrondissementet Chaumont. År 2022 hade Buxières-lès-Villiers 219 invånare.

## Befolkningsutveckling
Antalet invånare i kommunen Buxières-lès-Villiers
| Referens: INSEE |